# Pachylopus dispar
Pachylopus dispar är en skalbaggsart som beskrevs av Wilhelm Ferdinand Erichson 1834. Pachylopus dispar ingår i släktet Pachylopus och familjen stumpbaggar. Inga underarter finns listade i Catalogue of Life.